# Fermín de Arteta

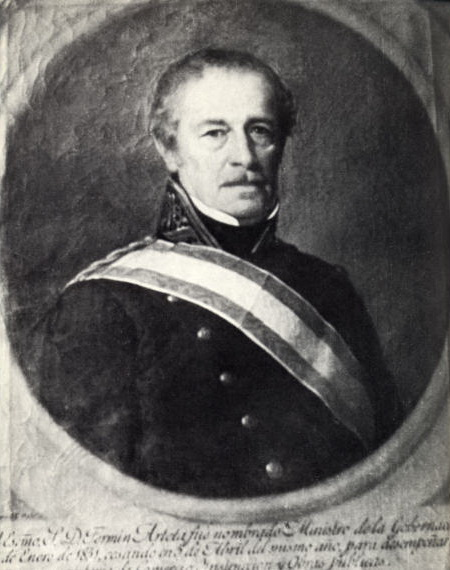
Retrato de Fermín Arteta por Antonio María Esquivel.

Fermín Arteta Sesma (Corella, 8 de julio de 1796 - Madrid, 15 de diciembre de 1880) fue un político español.

## Biografía
Inicia su vida profesional estudiando la restauración de los castillos de Burgos y Pancorbo. Entre 1831 y 1833 se halla en Zaragoza y su actuación durante la primera Guerra Carlista le supone el ascenso a Comandante de Batallón de Infantería y la Cruz Laureada de San Fernando. Miembro del Partido Moderado, fue diputado electo a Cortes por Navarra en 1837, 1839 y 1844. Ministro de la Gobernación en 1840, gobernador civil de Madrid más tarde y diputado por Logroño en 1846. Senador real vitalicio nombrado en 1849. Fue nuevamente gobernador civil, esta vez, de Barcelona en 1850, combatiendo con especial intensidad al incipiente movimiento obrero en la ciudad condal. Llamado otra vez al ministerio de la Gobernación en el Gobierno formado bajo la presidencia de Juan Bravo Murillo en enero de 1851, en abril incorporó a sus funciones la cartera de Comercio, Instrucción y Obras Públicas tras el cese fulminante de Santiago Fernández Negrete. Fue miembro del Consejo Real hasta 1854, fecha en que se retira a Corella hasta 1874.